# Youcef Gamouh
Youcef Gamouh (* 6. Februar 1987) ist ein algerischer Fußballschiedsrichter.
Gamouh pfeift Spiele in der algerischen Ligue Professionnelle 1. Seit 2022 steht er auf der Liste der FIFA-Schiedsrichter und leitet internationale Fußballpartien.
Beim Afrika-Cup 2024 in der Elfenbeinküste leitete Gamouh ein Gruppenspiel. Zudem war er beim U-17-Afrika-Cup 2023 in Algerien und beim U-23-Afrika-Cup 2023 in Marokko im Einsatz.